# Aad de Mos
Aad de Mos (født 27. marts 1947) er en tidligere nederlandsk fodboldspiller og træner.
Han har tidligere trænet AFC Ajax og PSV Eindhoven.